# University of Sulaimani
Die University of Sulaimani (UOS; kurdisch زانکۆی سلێمانی Zankoy Slêmanî, deutsch: Universität Sulaimaniyya) ist eine Universität in der kurdischen Kulturhauptstadt Sulaimaniyya (Slêmanî) in der Autonomen Region Kurdistan. Mit rund 24.500 Studenten an etwa 8 Fakultäten und 2 Colleges gehört sie zu den größten Universitäten Kurdistans.

## Geschichte
Die Hochschule wurde 1968 als älteste Universität im kurdischen Gebiet des Irak, mit zunächst drei Fakultäten, gegründet. 1981 wurde sie auf Anordnung der irakischen Regierung nach Erbil verlegt und in „Salahaddin-Universität“ umbenannt. Hintergrund hierfür war die anvisierte Niederschlagung des sehr starken kurdischen Widerstandes der Stadt gegen Saddam Hussein. Nach der Vertreibung der irakischen Armee aus Sulaimaniyya wurde die Universität der Stadt am 14. November 1992 wieder errichtet. Die nach Erbil verlegte Hochschule blieb als Salahaddin-Universität bestehen.
Die Universität Sulaimaniyya gilt als Mutterhochschule aller kurdischen Universitäten.

## Fakultäten und Statistik

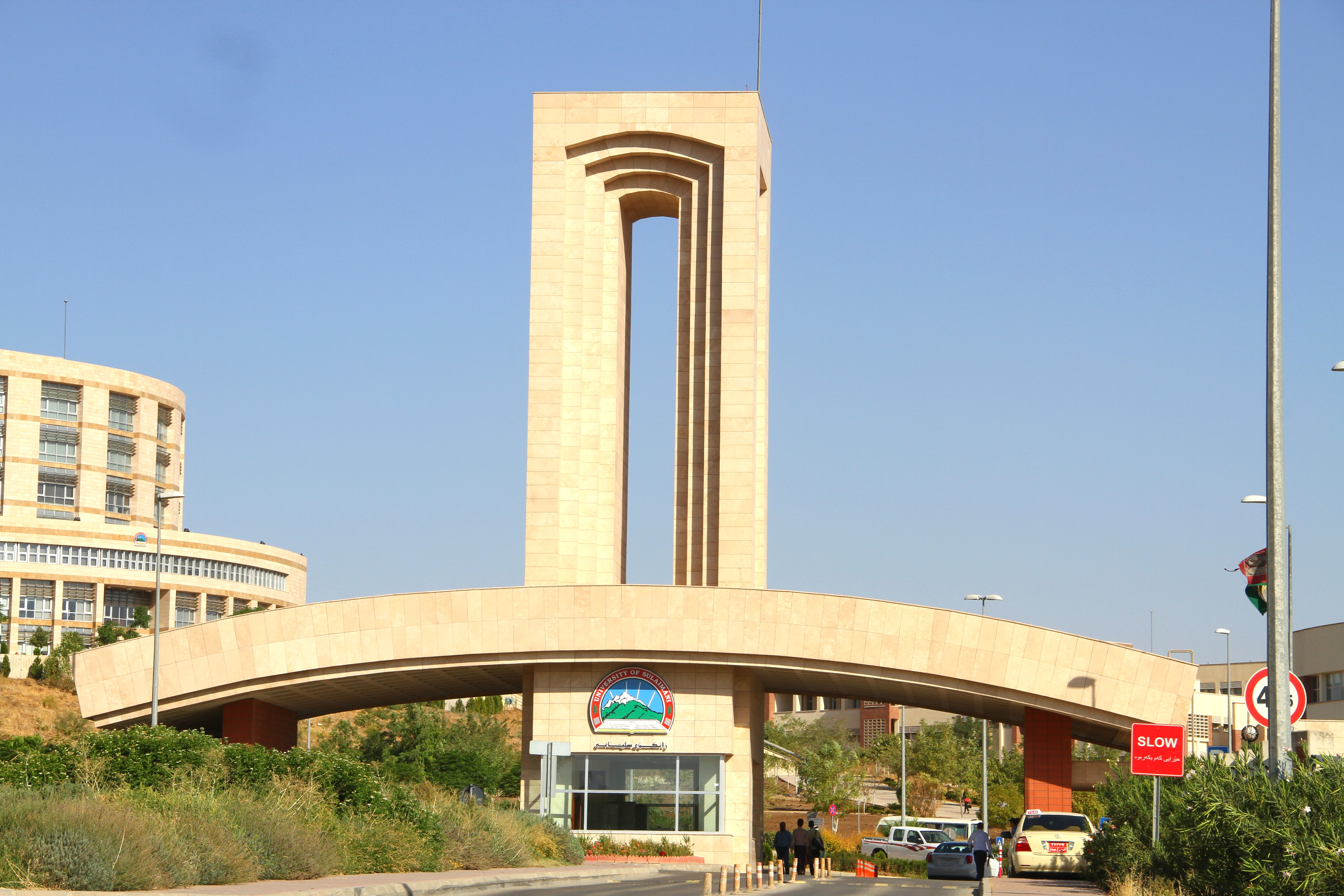
University of Sulaimani

Es gibt 96 akademische Abteilungen innerhalb 8 Fakultäten, 12 „Schools“, 2 Colleges und zwei weitere „Schools“ die direkt dem Präsidium der Universität unterstehen.
- Fakultät der Medizin
- Fakultät der Rechts- und Politikwissenschaften
- Fakultät der Wirtschaftswissenschaften
- Fakultät der Ingenieurwissenschaften
- Fakultät der Bildungswissenschaften
- Fakultät der Agrarwissenschaften
- Fakultät der Sprach- und Humanwissenschaften
- Fakultät der Naturwissenschaften

- College für Handel und Wirtschaft
- College der Veterinärmedizin

## Erasmus mundus
Im Jahr 2014 ist die Universität dem Erasmus-Mundus-Programm beigetreten.

## Statistik
Im akademischen Jahr 2009/2010 waren 24.488 Studenten an der Universität eingeschrieben. 2007 waren von den damals ca. 15.000 Studierenden 45 % Frauen.